# Sphenocichla humei
Sphenocichla humei е вид птица от семейство Timaliidae. Видът е почти застрашен от изчезване.

## Разпространение
Видът е разпространен в Бутан, Индия и Непал.